# Icerya subandina
Icerya subandina är en insektsart som beskrevs av Leonardi 1911. Icerya subandina ingår i släktet Icerya och familjen pärlsköldlöss. Inga underarter finns listade i Catalogue of Life.